# Benon
Benon és un municipi francès situat al departament del Charente Marítim i a la regió de la Nova Aquitània. L'any 2007 tenia 684 habitants.

## Demografia

### Població
El 2007 la població de fet de Benon era de 684 persones. Hi havia 256 famílies de les quals 60 eren unipersonals (36 homes vivint sols i 24 dones vivint soles), 104 parelles sense fills, 88 parelles amb fills i 4 famílies monoparentals amb fills.
La població ha evolucionat segons el següent gràfic:
Habitants censats

### Habitatges
El 2007 hi havia 328 habitatges, 262 eren l'habitatge principal de la família, 44 eren segones residències i 22 estaven desocupats. 317 eren cases i 9 eren apartaments. Dels 262 habitatges principals, 195 estaven ocupats pels seus propietaris, 60 estaven llogats i ocupats pels llogaters i 7 estaven cedits a títol gratuït; 1 tenia una cambra, 8 en tenien dues, 37 en tenien tres, 82 en tenien quatre i 134 en tenien cinc o més. 202 habitatges disposaven pel capbaix d'una plaça de pàrquing. A 113 habitatges hi havia un automòbil i a 129 n'hi havia dos o més.

### Piràmide de població
La piràmide de població per edats i sexe el 2009 era:
| Homes | Edats   | Dones |
| ----- | ------- | ----- |
| 0     | 95 o +  | 0     |
| 8     | 90 a 94 | 0     |
| 8     | 85 a 89 | 24    |
| 0     | 80 a 84 | 12    |
| 12    | 75 a 79 | 28    |
| 20    | 70 a 74 | 12    |
| 8     | 65 a 69 | 12    |
| 12    | 60 a 64 | 28    |
| 16    | 55 a 59 | 8     |
| 16    | 50 a 54 | 20    |
| 20    | 45 a 49 | 4     |
| 16    | 40 a 44 | 24    |
| 16    | 35 a 39 | 20    |
| 16    | 30 a 34 | 20    |
| 12    | 25 a 29 | 4     |
| 8     | 20 a 24 | 4     |
| 24    | 15 a 19 | 8     |
| 20    | 10 a 14 | 20    |
| 12    | 5 a 9   | 8     |
| 4     | 0 a 4   | 8     |

## Economia
El 2007 la població en edat de treballar era de 416 persones, 319 eren actives i 97 eren inactives. De les 319 persones actives 289 estaven ocupades (159 homes i 130 dones) i 30 estaven aturades (13 homes i 17 dones). De les 97 persones inactives 41 estaven jubilades, 32 estaven estudiant i 24 estaven classificades com a «altres inactius».

### Ingressos
El 2009 a Benon hi havia 327 unitats fiscals que integraven 841,5 persones, la mediana anual d'ingressos fiscals per persona era de 17.094 €.

### Activitats econòmiques
Dels 28 establiments que hi havia el 2007, 1 era d'una empresa alimentària, 10 d'empreses de construcció, 5 d'empreses de comerç i reparació d'automòbils, 5 d'empreses d'hostatgeria i restauració, 1 d'una empresa financera, 3 d'empreses de serveis, 1 d'una entitat de l'administració pública i 2 d'empreses classificades com a «altres activitats de serveis».
Dels 10 establiments de servei als particulars que hi havia el 2009, 1 era un paleta, 3 guixaires pintors, 2 fusteries, 1 lampisteria, 1 empresa de construcció, 1 perruqueria i 1 restaurant.
L'únic establiment comercial que hi havia el 2009 era una fleca.
L'any 2000 a Benon hi havia 20 explotacions agrícoles que ocupaven un total de 1.023 hectàrees.

## Equipaments sanitaris i escolars
El 2009 hi havia una escola elemental integrada dins d'un grup escolar amb les comunes properes formant una escola dispersa.

## Poblacions més properes
El següent diagrama mostra les poblacions més properes.